# كلوريد الثيوفسفوريل
كلوريد الثيوفوسفوريل هو مركب كيميائي من الكلور والكبريت والفوسفور ينتمي إلى هاليدات الثيوفوسفوريل، صيغته PSCl3، ويوجد على شكل سائل عديم اللون.

## التحضير
يمكن أن يحضر المركب من تسخين ثلاثي كلوريد الفوسفور مع فائض من الكبريت عند درجات حرارة تصل إلى 180 °س:
{\displaystyle \mathrm {PCl_{3}+S\rightarrow PSCl_{3}} }
يمكن بأسلوب مغير إجراء عملية التحضير بتفاعل خماسي كلوريد الفوسفور مع خماسي كبريتيد الفوسفور:
{\displaystyle \mathrm {3\ PCl_{5}+P_{2}S_{5}\rightarrow 5\ PSCl_{3}} }

## الخواص
يوجد المركب في الشروط القياسية على شكل سائل عديم اللون، وهو يتفاعل مع الماء ليعطي حمض الفوسفوريك ضمن مركبات أخرى:
{\displaystyle {\ce {PSCl3 + 4 H2O -> H3PO4 + H2S + 3 HCl}}}

## الاستخدامات
يستخدم كلوريد الثيوفوسفوريل في تحضير مشتقات الثيوفوسفات العضوية مثل باراثيون:
{\displaystyle \mathrm {PSCl_{3}+2\ C_{2}H_{5}OH\rightarrow (C_{2}H_{5}O)_{2}PSCl+2\ HCl} }
{\displaystyle \mathrm {(C_{2}H_{5}O)_{2}PSCl+NaOC_{6}H_{4}NO_{2}\rightarrow (C_{2}H_{5}O)_{2}PSOC_{6}H_{4}NO_{2}+NaCl} }